# NGC 5665
NGC 5665 (другие обозначения — UGC 9352, IRAS14299+0817, MCG 1-37-24, Arp 49, ZWG 47.84, VV 412, KUG 1429+082, PGC 51953) — спиральная галактика с перемычкой (SBc) в созвездии Волопас.
Этот объект входит в число перечисленных в оригинальной редакции «Нового общего каталога», а также включён в атлас пекулярных галактик.